# Ogoun

Das grafische Symbol (Veve) Ogouns

Ogoun, auch Ogún; ist der Name eines Loa, eines Geistwesens im Voodoo. Ein Yoruba-Gott (Orisha) wird ebenso genannt: Ogún.

## Funktion
Ogoun ist der oberste Krieger unter den Loa. Er beherrscht Feuer, Blut, Eisen, Politik und Krieg. Er ist der Schutzpatron der Schmiede, der Zivilisation und Technologie. Verheiratet ist er mit dem weiblichen Loa Erzulie. Als Schutzgeist der Schmiede und Herr des Metalls sind Ogouns Attribute ein Säbel oder eine Machete.

## Verehrung
Man opfert Ogoun gewöhnlich gegrilltes Schweinefleisch, Rum und Tabak. Sein bedeutendster Wallfahrtsort ist Plèn dinò im Norden Haitis, der 24. Juli ist sein Festtag. Die Pilgerfahrten werden vereinzelt fälschlich als Teufelsanbetung aufgefasst.

## Aspekte
Oft haben Loas verschiedene Nachon genannte Aspekte oder Eigenschaften, die sich in Auftreten und Funktion unterscheiden (siehe Baron Samedi). Ogouns Aspekte vereinigen viele verschiedene Orixás des Candomblé, wobei Ogoun den Namen des Orixas als Beinamen erhält; zum Beispiel Ogoun Shango und Ogoun Batala.
Ein erwähnenswerter Aspekt von Ogoun ist Ogoun Deux Manières, ein Hermaphrodit. Er wird sowohl im Petro-, als auch im Rada-Voodoo verehrt, also in dem Voodoo, in dem ein bösartiger bzw. ein friedfertiger Geist auftaucht.

## Parallelen zu anderen Religionen
Seit der Christianisierung des Verbreitungsgebietes von Voodoo wurden viele Loa durch christliche Heilige mit passenden Funktionen synkretisiert. Ogoun steht im Voodoo für den Apostel Jakob. Eine weitere Parallele zu anderen Religionen ist Ogouns große Ähnlichkeit mit dem römischen Kriegsgott Mars.